# Carregueira (Mação)
Carregueira é uma aldeia pertencente à antiga Freguesia de Mação, Município de Mação, em Portugal.

## Descrição
É banhada pela Ribeira da Carregueira que atravessa o vale em que se situa e rodeada por densa mata composta maioritariamente por pinheiro-bravo.
Até há alguns anos era praticada uma agricultura dita "de subsistência" e o cultivo da oliveira, sendo o azeite um dos produtos da zona. Esta agricultura, bem assim como a densa floresta, tem vindo cada vez mais a ser votada ao abandono, fenómeno que se tem vindo a intensificar com a fuga da sua população para meios urbanos e pelo envelhecimento da população residente.
A localidade tem sido muito afectada pelos incêndios florestais dos últimos anos na zona. O abandono florestal e agrícola tem contribuído para piorar esta situação.

## Património
- Escola primária (fechada, foi em 2009 reconstruida pela Câmara Municipal de Mação, mantendo o seu traço original)
- Instalações da Associação Recreativa, Desportiva e Cultural da Carregueira - fundada em 14 de Outubro de 1987
- Igreja
- Fontanário
- Lavadouro público (único no concelho de Mação, ainda em funcionamento).
- Ponte de origem medieval

## Festividades
As festividades são organizadas pela Associação:
- Festa da Carregueira, todos os anos no 2º fim-de-semana de Setembro.
- No fim-de-semana de Carnaval realiza-se a tradicional «Matança do Porco».São dois dias de alegre e são convívio onde são servidas refeições típicas da aldeia como as migas de feijão com bacalhau e enchidos e carne grelhados, couves de azeite com bacalhau frito e cebola de roer, cozido à moda da Carregueira, sopa de peixe e arroz doce.
- Noite de Fados sem data certa.

## Origem do Nome
A explicação mais lógica para o nome de Carregueira vem do celta, "carreg → pedra" e poderá ser traduzida por "local onde há muitas pedras", sendo de facto, ainda hoje, local muito pedregoso.
Pode ainda advir de uma planta vulgarmente designada por Carrego e que cresce próximo a cursos de água, planta essa muito valorizada na antiguidade.